# 상하이 이인창관
상하이 이인창관(Les Fruits De La Passion, Fruits Of Passion)은 일본에서 제작된 테라야마 슈지 감독의 1981년 영화이다. 이자벨 일리에르스 등이 주연으로 출연하였고 아나톨 도먼 등이 제작에 참여하였다.

## 출연

### 주연
- 이자벨 일리에르스
- 클라우스 킨스키

### 조연
- 아리엘 돔바슬
- 피터
- 니이타카 케이코
- 야마구치 사요코
- 타카하시 히토미
- 오노 미유키
- 나카무라 켄이치
- 이시바시 렌지
- 와카마츠 타케시
- 조르주 윌송
- 마리아 메리코
- 아사노 케이코
- 히노 토시히코
- 후지타 토시야
- 미나토 유이치
- 쇼지 아키라
- 토노야마 타이지
- 코마츠 호세이
- 타카야마 치구사
- 니나가와 유키오

## 제작진
- 각색: 테라야마 슈지
- 각색: 키시다 리오
- 원작자: 안 데클로스
- 미술: 야마시타 히로시